# ألكسندرا شولمان
ألكسندرا شولمان (بالإنجليزية: Alexandra Shulman) (من مواليد 13 نوفمبر 1957)  صحفية بريطانية. وهي رئيسة تحرير سابقة لمجلة فوغ ‏ البريطانية، وأصبحت المحررة الأطول خدمة في تاريخ المجلة. وبعد توليها منصبها في عام 1992، أشرفت على زيادة توزيع الصحيفة إلى 200 ألف نسخة. ويُعتقد أن شولمان هي إحدى الأصوات الأكثر اقتباسًا في البلاد فيما يتعلق باتجاهات الموضة. بالإضافة إلى عملها مع مجلة فوغ، كتبت شولمان أعمدة لصحيفة الديلي تلغراف والديلي ميل ، بالإضافة إلى كتابة رواية.